# 王郁濂
王郁濂（Wang Yu-Lian，1994年9月6日—）是台灣男子游泳運動員。

## 簡歷
王郁濂曾在2015年中華民國大專運動會上斬獲5枚金牌和1枚銀牌，還在4×100公尺混合式接力的仰式棒次中以56秒64打破由林士傑所保持的男子100公尺仰式台灣紀錄。
2018年，王郁濂參加亞洲運動會100公尺自由式預賽以50.52排第18名無緣決賽，4×100公尺自由式接力決賽和黃硯歆、林建良、安廷耀以3:19.02打破全國紀錄排名第5，4×200公尺自由式接力決賽和黃硯歆、王星皓、安廷耀以7:24.48排名第5。

## 外部連結
- 王郁濂在国际奥林匹克委员会的资料